# Ctenophryne carpish
Ctenophryne carpish là loài ếch trong chi Melanophryne, loài đặc hữu ở Peru.
Môi trường sống tự nhiên của chúng là rừng núi ẩm cận nhiệt đới hay nhiệt đới. Chúng gần như tuyệt chủng do mất môi trường sống.